# 八千代町 (広島県)
八千代町（やちよちょう）は、かつて広島県の高田郡に存在した町。

## 地理

### 河川
- 江の川…三次市以南では可愛川（えのかわ）とも称されている。
- 根の谷川

### 山
- 堂床山（739.8m）

## 歴史
- 1955年（昭和30年）3月31日 - 高田郡刈田村・根野村が新設合併して八千代村が発足。
- 1960年（昭和35年）4月1日 - 町制施行して八千代町になる。
- 2004年（平成16年）3月1日 - 高田郡吉田町・美土里町・高宮町・甲田町・向原町と新設合併し、安芸高田市が発足。同日八千代町廃止。

## 主要施設
- 土師ダム
- 八千代の丘美術館

## 名所・旧跡
- 土師ダムスポーツランド・八千代町サイクリングターミナル
- 芸術農園「四季の里」…ふるさと農園と美術館が同居している。
- のどごえ公園

## 大字（2004年2月29日当時のデータ）
- 勝田（かった）
- 上根（かみね）
- 佐々井（ささい）
- 下根（しもね）
- 土師（はじ）
- 向山（むこうやま）

## 交通（2004年2月29日当時のデータ）

### 鉄道
- 町内は全く通っていない。最寄り駅はJR可部線の可部駅や、JR芸備線の井原市駅。

### 路線バス
- 広電バス

### 道路

#### 高速道路
- 町内は全く通っていない（最寄のインターチェンジは中国自動車道千代田IC）。

#### 国道
- 国道54号
- 国道183号…町内は全区間国道54号と重用している。

#### 主要地方道
- 広島県道5号浜田八重可部線
- 広島県道68号大林井原線…町域の南端部をかすめている。
- 広島県道69号千代田八千代線

#### 一般県道
- 広島県道319号勝田吉田線

## 教育（2004年2月29日当時のデータ）

### 小学校
- 八代町立刈田小学校
- 八千代町立根野小学校

### 中学校
- 八千代町立八千代中学校

### 高等学校
- 広島県立吉田高等学校八千代分校…2004年3月末で廃校。

## 八千代町出身の有名人
- 堂珍嘉邦…人気男性R&Bデュオ・CHEMISTRYのメンバー。広島県では中国放送テレビで放送されていた「ASAYAN」（テレビ東京系、1995 - 2002年放送）出身。
- 田丸美寿々
- 咽声忠左衛門[1]